# Emiliano Papa
Pour les articles homonymes, voir Papa.
Emiliano Papa, né le 19 mars 1982 à Acebal (province de Santa Fe en Argentine), est un ancien footballeur argentin évoluant au poste d'arrière-gauche.

## Biographie

### Équipe nationale
À la suite de la prise de fonction de Diego Maradona à la tête de la sélection argentine, Emiliano Papa est convoqué dans la première liste en novembre 2008,. 
Il joue son premier match contre l'Écosse le 19 novembre 2008, titulaire au poste de latéral gauche (victoire 0-1). Puis à Marseille contre la France le 11 février 2009 (victoire 2-0). 

### Carrière
| Période   | Club                   | Pays      | Matchs/Buts      |
| 2002-2003 | Rosario Central        | Argentine | 0 match/0 but    |
| 2003-2004 | Rosario Central        | Argentine | 0 match/0 but    |
| 2004-2004 | Rosario Central        | Argentine | 0 match/0 but    |
| 2004-2005 | Rosario Central        | Argentine | 0 match/0 but    |
| 2005-2006 | Rosario Central        | Argentine | 0 match/0 but    |
| 2006-2007 | Velez Sarsfield (Prêt) | Argentine | 26 matchs/2 buts |
| 2007-2008 | Rosario Central        | Argentine | 32 matchs/1 but  |
| 2008-2009 | Vélez Sarsfield        | Argentine | 37 matchs/1 but  |

## Palmarès
| Vélez Sarsfield (5) | Arsenal de Sarandí (1)                                                 |
| --- | ---------------------------------------------------------------------- |
| - Championnat d'Argentine (4) : - Champion : 2009 (clôture), 2011 (clôture), 2012 (ouverture) et 2012 - Supercoupe d'Argentine (1) : - Vainqueur : 2013 | - Championnat d'Argentine de deuxième division (1) : - Champion : 2019 |